# 和泉佳保里
和泉 佳保里（いずみ かおり、1970年8月24日 - ）は、日本の元アイドル、女優。当時の所属事務所はアップライトミュージック。

## 略歴
1984年9月16日から1985年9月まで、渋谷・道玄坂の「インテリア井門渋谷」の店頭で行われていたオーディションイベント「ストリートオーディション」に出場してグランドチャンピオンとなり、テレビ東京『おはようスタジオ』で芸能界デビュー。
芸能界引退後は結婚して一男一女をもうけた。2012年9月16日、かつてのストリートオーディション出身者が一堂に会したライブイベント「ストリートオーディション・ライブ」（渋谷DESEO）に出演。久しぶりにファンの前に顔を見せた。そして、このライブでは歌手である娘の南エレナもステージで歌を披露した。

## 出演

### バラエティ番組
- おはようスタジオ（1986年、テレビ東京） - 「おはスタマヌカン」のコーナーにレギュラー出演。

### テレビドラマ
- セーラー服通り（1986年1月10日 - 3月28日、TBSテレビ）

### CM
- シャワラン コンディショニングシャンプー&リンス（1987年、牛乳石鹸共進社）

### 雑誌
- UP to boy（1986年9月号、ワニブックス） - 表紙掲載。